# Erythmelus cinctus
Erythmelus cinctus är en stekelart som beskrevs av Girault 1938. Erythmelus cinctus ingår i släktet Erythmelus och familjen dvärgsteklar. Inga underarter finns listade i Catalogue of Life.